# Arrondissement de Marzahn-Hellersdorf
Marzahn-Hellersdorf [maʁˈt͡saːn ˈhɛlɐsdɔʁf]  est le 10e arrondissement administratif (Bezirk) de Berlin, formé en 2001 par la fusion des anciens districts de Marzahn et Hellersdorf.

## Les quartiers
Depuis la réforme de 2001, Marzahn-Hellersdorf est divisé en 5 quartiers (Ortsteil) :
| Quartier                              | Superficie (km2) | Population (01/2017) | Densité (hab/km2) | Carte                               |
| ------------------------------------- | ---------------- | -------------------- | ----------------- | ----------------------------------- |
| (1001) Marzahn                        | 19,54            | 108 913              | 5 574             | District map of Marzahn-Hellersdorf |
| (1002) Biesdorf                       | 12,44            | 26 420               | 2 124             | District map of Marzahn-Hellersdorf |
| (1003) Kaulsdorf                      | 8,81             | 19 026               | 2 160             | District map of Marzahn-Hellersdorf |
| (1004) Mahldorf                       | 12,94            | 28 026               | 2 166             | District map of Marzahn-Hellersdorf |
| (1005) Hellersdorf                    | 8,10             | 79 630               | 9 831             | District map of Marzahn-Hellersdorf |
| Arrondissement de Marzahn-Hellersdorf | 61,74            | 262 015              | 4 244             | District map of Marzahn-Hellersdorf |

## Politique

Les 55 délégués élus pour la période 2016-2021 et leurs couleurs partisanes respectives :
Die Linke 16
AfD 15
SPD 11
CDU 11
Grünen 2.

Le conseil d'arrondissement comprend 55 délégués bénévoles élus pour cinq ans. La dernière élection a eu lieu le 18 septembre 2016, en parallèle des élections législatives.

### Maires successifs depuis 2001
| Mandat      | Maire d'arrondissement | Parti |
| ----------- | ---------------------- | ----- |
| 2001 - 2006 | Uwe Klett              | PDS   |
| 2006 - 2011 | Dagmar Pohle           | Linke |
| 2011 - 2016 | Stefan Komoß           | SPD   |
| depuis 2016 | Dagmar Pohle           | Linke |